# Попонац
Попонац или слатковина (Convolvulus arvensis) је вишегодишња зељаста биљка, геофит (G3) с јако развијеним кореновим системом. Стабло од основа разгранато, полегло или обавијајуће око других биљака, дужине преко 1 м. Листови троугласто-издужени, са стреластом основом, целог обода, јако полиморфни, на кратким дршкама. Цветови појединачни, на дугим дршкама у пазуху листова, крупни, хермафродитни и актиноморфни. Перијант двојан и петочлан, круница широко левкаста, беле боје с ружичастим пругама. Плод округласто-јајаста чаура, 5-8 mm дугачка. Семе објајасто, 3-4 mm дужине, тамномрко до црно.

## Размножавање
Размножава се семеном или вегетативно, пупољцима образованим на кореновим избојцима чије резнице имају велику моћ регенерације. Производи 500—600, максимално до 9.800 семена по биљци, маса 1.000 семена износи 5-6 g. Клија и ниче од марта до јесени, оптимално на температури 18-20 °C. Семе одржава клијавост у земљишту до пет година. Цвета и плодоноси од јуна до септембра. Мезоксерофит, хелиофилна и термофилна биљка.

## Станиште
Коровско-рудерална врста (KP), врло распрострањена биљка. Чест коров стрних жита, окопавина, воћњака и винограда, усева крмних биљака. Масовно се налази на парлозима, међама, травњацима, рудералним и другим стаништима.

## Распрострањење
Распрострањена на целом свету. Припада космополитском флорном елементу (Kom.).